# Miss Peregrine: Căminul copiilor deosebiți
Miss Peregrine: Căminul copiilor deosebiți (în engleză Miss Peregrine's Home for Peculiar Children) este un roman fantasy contemporan al autorului american Ransom Riggs. Povestea este formată dintr-o combinație de narațiune și fotografii vernaculare din arhivele personale ale colecționarilor menționați de autor în lista de la sfârșitul cărții.
Inițial, această carte pentru adolescenți trebuia să fie o carte ilustrată cu fotografiile pe care Riggs le colecționase, dar la sfatul unui editor de la Quirk Books, el a folosit fotografiile ca un ghid, o strucutură pe care să construiască o narațiune. Riggs era colecționar de fotografii, dar avea nevoie de mai multe pentru romanul său. Apoi l-a cunoscut pe Leonard Lightfoot, un colecționar binecunoscut la Piața de mărunțișuri Rose Bowl, și acesta l-a prezentat altor colecționari. Ce a rezultat a fost o poveste despre un băiat care caută indiciile ascunse în fotografiile vechi, poveștile și ultimele cuvinte ale bunicului său, pornind într-o aventură care îl duce la un orfelinat uriaș abandonat de pe insula Cairnholm, o insulă fictivă din Țara Galilor.
Cartea a devenit best seller pe lista New York Times. A ajuns pe locul 1 pe lista „Cărților pe capitole pentru copii” pe 29 aprilie 2012, după ce fusese pe listă timp de 45 de săptămâni și a rămas acolo până pe 20 mai, când a coborât pe locul al patrulea. În general, criticii au lăudat cartea pentru utilizarea creativă a fotografiilor de epocă în stil sepia și forma suprarealistă, precum și pentru personajele și decorurile reușite.

## Rezumat
În copilărie, Jacob Magellan Portman a fost fascinat de poveștile bunicului său Abraham despre cum a supraviețuit el ca evreu în timpul celui de-al Doilea Război Mondial, cum a scăpat de monștrii mâncători de oameni și cum a locuit cu copiii deosebiti într-o casă secretă păzită de „o bătrână pasăre înțeleaptă”. Pe măsură ce Jacob crește, începe să se îndoiască de adevărul acestor povești, dar totul se schimbă la aflarea veștii despre moartea bunicului său. Plin de sânge, epuizat și întins în grădina lui de la marginea Pădurilor Florida, ultimele cuvinte ale lui Abraham rămân un mister: „...găsește pasărea în bucla de cealaltă parte a mormântului bătrânului pe 3 septembrie 1940 și spune-le ce s-a întâmplat”. În timp ce bunicul său moare, Jacob vede un monstru îngrozitor la fel ca cei descriși în poveștile acestuia. În curând, începe să aibă coșmaruri cu acești monștri. Crezând că fiul lor înnebunește, părinții lui Jacob îl duc la doctorul Golan, un psihiatru, care îi sugerează lui Jacob să meargă la Cairnholm, în Țara Galilor, locul unde se afla orfelinatul de care i-a spus bunicul său, pentru a-și confrunta temerile. Jacob găsește singur casa și o cercetează doar pentru a descoperi că este goală și plină de praf. Localnicii cred că locul este bântuit și o bombă i-ar fi ucis pe toți din casă cu mulți ani în urmă, pe 3 septembrie 1940.
Simțind cum totul se leagă, Jacob nu renunță și se întoarce în casă, unde vede o fată misterioasă care poate invoca focul cu mâinile ei și o urmărește, auzind-o strigând numele bunicului său. Cei doi ajung în mlaștinile din jurul casei înainte ca Jacob să-și dea seama că oamenii din Cairnholm sunt diferiți, inclusiv proprietarii hanului, iar tatăl lui nu mai este acolo. Din fericire, Jacob, tot mai confuz, este salvat de fata de mai devreme și de un băiat invizibil, care se prezintă drept Emma Bloom și Millard Nullings. Emma este suspicioasă și îl ține prins până la casa copiilor. Dar aici descoperă cu mirare o casă cu totul alta, acel paradis din poveștile bunicului său, cu copiii deosebiți și „bătrâna pasăre înțeleaptă”, care este, de fapt, directoarea orfelinatului, Alma LeFay Peregrine (după numele pasării de pradă, șoimul călător, în engleză peregrine falcon).
Aici Jacob este prezentat și altor copii deosebiti, în afară de Emma și Millard: Bronwyn Bruntley, o fată cu o forță incredibilă, Claire Densmore, o fetiță care are o gură la ceafă, Olive Abroholos Elephanta, o fetiță care poate levita, Enoch O'Connor, un băiat care poate anima lucruri fără viață pentru o perioadă scurtă de timp prin transplant de organe, Hugh Apiston, un băiat cu albine care trăiesc în stomacul lui, Fiona Frauenfeld, o fată cu o afinitate pentru cultivarea plantelor și Horace Somnusson, un băiat cu vise profetice. Jacob este șocat și derutat de ceea ce vede, așa că Olive și Millard îi spun că ei există în prezent într-o buclă temporală, un loc în care timpul este inversat constant și în care toți retrăiesc aceeași zi în fiecare zi, 3 septembrie 1940. Toate acestea se datorează domnișoarei Peregrine, un tip special de ființă deosebită cunoscută sub numele de ymbrynă, care se poate transforma în păsări (și anume un șoim călător, de unde îi vine și numele) și poate manipula timpul. În afară de a-i menține în viață (dacă nu, bomba i-ar fi ucis), această buclă de timp îi protejează și pe copiii deosebiti de a fi vânați de Sufletele-pustii, creaturi umanoide, cu gura cu tentacule, care îi devorează pe deosebiți. Experimentul din tundra siberiană, marcat de o explozie cataclismică, nu ar fi trebuit să se petreacă. De acolo s-au născut Sufletele-pustii. Pe lângă faptul că reprezintă o amenințare, cele care au consumat destui deosebiți evoluează în strigoi, ființe care seamănă cu oamenii din toate punctele de vedere, cu excepția ochilor, care nu au pupile. Scopul final al acestor lupte este de a câștiga putere din deosebiți, precum și de a-i transforma pe colegii lor suflete-pustii în strigoi pentru a conduce lumea împreună.
În curând, fostul mentor al domnișoarei Peregrine, domnișoara Avocet, sosește în bucla lor, disperată din cauza răpirii elevilor ei către strigoi, care au atacat buclele. Temându-se pentru siguranța copiilor, Jacob are sarcina de a raporta orice informație suspectă care se întâmplă în lumea exterioară. Odată cu venirile și plecările lui, Jacob și Emma încep să se atașeze unul de celălalt, precum și să-și vadă propriul sine deosebit: el, la fel ca bunicul lui, poate vedea sufletele-pustii, în timp ce alți deosebiți nu pot. Temerile domnișoarei Peregrine sunt confirmate atunci când încep să se adune leșuri de oi fără ochi, iar Martin, un lucrător la Muzeul Local din Cairnholm, este ucis. Contrar ordinului domnișoarei Peregrine de a nu părăsi casa, Enoch, Bronwyn, Emma, Jacob și Millard fug, iar Enoch folosește o inimă de oaie pentru a-l readuce la viață pe Martin. Martin reușește să le spună doar că pe insulă există un strigoi, dar este deja prea târziu, căci unul apare chiar în spatele lor împreună cu un suflet-pustiu. Jacob descoperă șocat că este chiar Dr. Golan, precum și grădinarul angajat de familia lui și șoferul de pe autobuzul școlii lui. Jacob refuză oferta lui Golan de a-i găsi împreună pe deosebiți și decide să rămână cu prietenii lui. Golan își trimite sufletul-pustiu după ei, iar Emma și Jacob se despart de restul. După o scurtă luptă, Jacob îl ucide cu o pereche de foarfece pentru oi. Apoi se întorc la orfelinat, dar descoperă că Golan le-a răpit pe domnișoara Peregrine și pe domnișoara Avocet și i-a închis pe restul copiilor în casă.
Dr. Golan îi avertizează să nu încerce să o salveze pe domnișoara Peregrine și părăsește bucla, dar Millard se face invizibil și îl urmărește. Jacob și prietenii lui se țin după Millard și îl găsesc pe Golan lângă un far, unde încerca să facă rost de o barcă pentru el și camarazii săi. În timpul salvării domnișoarei Peregrine, care fusese prinsă în forma ei de pasăre, Millard este împușcat, dar până la urmă Jacob îl ucide pe Golan. Tocmai atunci sosesc ceilalți strigoi și, deși reușesc să o salveze pe domnișoara Peregrine, domnișoara Avocet este luată de strigoi. Întorcându-se la orfelinat, îl găsesc distrus, văzându-se nevoiți să-i caute pe strigoi și să o ajute pe domnișoara Peregrine. Atunci Jacob decide să-și urmeze prietenii și se întoarce în prezent pentru a-și lua rămas bun de la tatăl său, dar promite să se întoarcă în lumea lui când misiunea se va termina. Călăuziți doar de un vis profetic al lui Horace, cu toții pornesc pentru a găsi ajutor.

## Particularități

### Deosebiții
Cunoscuți și sub denumirea de syndrigasti (un cuvânt care înseamnă „spirit deosebit” în limba Deosebită Veche, care, la rândul său, reprezintă adaptarea autorului după engleza veche sau limba anglo-saxonă), deosebiții sunt o ramură a umanității care posedă un al doilea suflet ce se manifestă în moduri ciudate, cum ar fi caracteristicile și abilitățile anormale denumite în mod obișnuit particularități. Foarte rar se nasc copii deosebiti din părinți deosebiti, deoarece esența sau gena particularității sare adesea generații întregi, ceea ce face ca populația deosebită să fie mult mai mică decât cea a oamenilor normali.

### Ymbrynele
O ymbrynă este un tip specific de femelă deosebită care se poate transforma în diverse păsări, controlează și manipulează timpul după cum crede ea de cuviință și conduce lumea deosebită. Practic, abilitatea de a controla timpul le permite acestor femei să controleze o perioadă de timp istoric prin buclă, creând un potențial sanctuar etern pentru deosebiți. De multe ori, ele călătoresc în lumea reală pentru a-i salva pe deosebiții aflați în situații îngrozitoare sau pentru a-i căuta pe cei fără ymbrynă. Ymbryne înseamnă „revoluție” sau „circuit” în Deosebita Veche.

### Consiliul Ymbrynelor
Consiliul Ymbrynelor reprezintă conducerea oficială și legea deosebiților. Responsabilitățile lor includ menținerea ordinii în bucle, redactarea sau modificarea legilor în mod regulat și stabilirea pedepselor pentru cei condamnați pentru o infracțiune. Membrii nu sunt specificati.

### Buclele temporale
Buclele temporale sunt produsul lumii deosebiților. Ca și orașele, statele și țările, acestea se comportă ca locații specifice. Împreună formează o lume vastă și destul de complexă, cu locații și date diferite, unde numai deosebiții pot avea acces. În cadrul acestor bucle, deosebiții trăiesc la infinit fără a îmbătrâni sau a retrăi experiențele anterioare, chiar dacă ziua din jurul lor se tot repetă. Deși poate părea o formă de tinerețe veșnică, este doar inevitabila suspendare a timpului. În realitate, mulți dintre copiii domnișoarei Peregrine, dacă nu toți, au peste cincizeci de ani, dar bucla îi menține ca adolescenți și copii, atât fizic cât și psihic. O buclă trebuie resetată zilnic, altfel se va prăbuși și toți deosebiții din ea vor fi expuși lumii exterioare.

### Îmbătrânirea subită
Este posibil ca cei care locuiesc în bucle să nu se mai poată întoarce în prezent, în funcție de cât timp au stat acolo. În doar câteva ore în afara buclei, cantitatea de timp înghețată va reveni brusc. Un exemplu în acest sens este fosta elevă a domnișoarei Peregrine, o tânără pe nume Charlotte, care a părăsit bucla când domnișoara Peregrine era plecată. A fost găsită de poliție pe la mijlocul anilor 1980 și trimisă la un centru de asistență socială. Când domnișoara Peregrine a găsit-o doar două zile mai târziu, îmbătrânise deja treizeci și cinci de ani. Deși a supraviețuit calvarului, procesul nefiresc de îmbătrânire îi provocase lui Charlotte o mare tulburare mintală și a fost trimisă să locuiască cu domnișoara Nightjar, o ymbrynă mai potrivită pentru a o îngriji. Același proces de deteriorare se aplică pentru orice lucru scos din buclele de timp, cum ar fi un măr pe care Jacob l-a adus cu el la hanul în care stăteau el și tatăl lui în prezent. L-a lăsat pe noptiera de lângă pat și în timpul acelei nopți mărul s-a dezintegrat.

### Sufletele-pustii
O expresie care înseamnă „spirit gol”. Sufletele-pustii sunt monștri care se hrănesc cu deosebiți. Au fost creați printr-un accident ciudat în cadrul unui experiment ilegal condus de cei doi frați ai domnișoarei Peregrine. Sute de oameni se alăturaseră cauzei lor și, cu ajutorul unor ymbryne păcălite, dar puternice, au încercat prin acest experiment să obțină nemurirea fără limitările buclelor. Însă rezultatul a fost un colaps catastrofal care a distrus jumătate din Siberia, locul unde se desfășurase experimentul. S-a crezut că toți cei implicați au murit, dar cadavrele lor s-au deformat și s-au târât într-o formă de viață mai redusă, animalică. În afară de umbrele lor, sufletele-pustii sunt invizibile pentru toți, cu excepția unor deosebiți talentați, precum Abraham și Jacob Portman. Pot fi identificate prin tentaculele uriașe care le ies din gura grotesc căscată. Se speculează că acest rezultat ar fi fost cauzat de îmbătrânirea inversă până la un timp dinainte ca sufletele lor să existe, de unde și expresia suflete-pustii. Sufletele lor, după ce au fost șterse, nu mai au nicio formă de particularitate, fiind incapabile să intre în bucle.

### Strigoii
Dacă un suflet-pustiu consumă destule suflete deosebite, revine la forma sa umană inițială, cu excepția ochilor complet albi, fără iris și pupile. Din acest motiv, deosebiții îi numesc strigoi. Ei nu posedă abilități extraordinare, dar sunt foarte pricepuți în a se deghiza în oameni normali sub diverse identități și pot pătrunde în bucle. Mare parte din existența lor constă în a găsi deosebiți cu care să hrănească celelalte suflete-pustii. Odată ce pun ochii pe un copil deosebit, se vor ține după el, așa cum au făcut cu Jacob până la insulă.

## Personaje

### Copiii deosebiți
- Jacob Magellan Portman - Un adolescent american de 16 ani și protagonistul poveștii. Jacob suferă o traumă după ce asistă la moartea bunicului său și este convins că a fost ucis de un monstru din poveștile pe care i le spunea mereu. Toți cunoscuții lui încep să-l considere nebun și să îl evite. Până la urmă, părinții îl duc la un psihiatru, care îi sfătuiește să meargă pe insula galeză, unde a crescut bunicul său. Acolo, Jacob descoperă că poveștile despre orfelinatul magic, copiii deosebiți și monștri sunt reale. De asemenea, învață că abilitatea de a vedea acești monștri este de fapt o particularitate extrem de rară, deoarece aceștia sunt invizibili pentru toți, cu excepția celor ca el.
- Abraham Ezra Portman - Abraham a fost bunicul lui Jacob. A avut și el darul de a vedea monștrii. A părăsit bucla domnișoarei Peregrine de tânăr pentru a se alătura războiului împotriva Germaniei, dar și războiului împotriva sufletelor-pustii, promițând că va construi o casă în America pentru prietenii săi deosebiți. Dar după ce și-a întemeiat o familie în timpul petrecut în lumea normală, nu s-a mai întors niciodată la ei. Totuși, a continuat să elimine în secret suflete-pustii, de multe ori plecând departe de soția și cei doi copii, lăsându-i să creadă că nu îi pasă de familie. În timp, Abraham a ajuns ca un străin pentru toți cei cunoscuți, iar la bătrânețe a fost ucis de unul din monștrii cu care luptase o vață întreagă. Concluzia poliției a fost că a murit din cauza unui atac al animalelor sălbatice și a stării lui psihice deteriorate.
- Emma Bloom - Emma este o adolescentă aflată în grija domnișoarei Peregrine. Particularitatea ei s-a manifestat când avea zece ani. Mâinile ei s-au înroșit și au început să strălucească, devenind dureros de fierbinți până la punctul de a genera foc. Emma a avut o relație romantică cu Abraham, ce a continuat chiar și când el a plecat la război, până la un moment dat când el nu i-a mai răspuns la scrisori. După ani de zile fără niciun răspuns, Abraham i-a scris că relația lor nu mai poate continua deoarece se căsătorise cu o altă femeie. Emma a suferit enorm, dar tot l-a plâns când a aflat că a murit de la nepotul lui, Jacob. Deși la început a fost rece cu Jacob, durerea lor comună pentru moartea lui Abraham a pus bazele unei prietenii sincere între ei.
- Millard Nullings - Millard este un adolescent care posedă particularitatea invizibilitatii, despre care se spune că este destul de neobișnuită. El umblă, de regulă, dezbrăcat pentru a rămâne complet invizibil, dar la cină poartă haine din ordinul domnișoarei Peregrine. De asemenea, știe foarte multe despre toate puterile deosebite și petrece mult timp cercetând fiecare mic detaliu al zilei în care trăiesc.
- Bronwyn Bruntley - O adolescentă care posedă o forță supraomenească, Bronwyn este și o prietenă loială și credincioasă. Ea o respectă foarte mult pe domnișoara Peregrine, mai mult decât o fac colegii ei, deseori le atrage atenția și le amintește regulile pe care trebuie să le urmeze, mai ales de teamă ca cineva să nu aibă probleme. Singurul lucru care îi displace este să se îmbrace ca o doamnă. Înainte ca domnișoara Peregrine să-i ia pe ea și pe fratele ei mai mare, Victor, Bronwyn și-a descoperit propria forță la vârsta de zece ani, când i-a rupt gâtul tatălui lor vitreg fără să vrea.
- Enoch O'Connor - Un tânăr adolescent cu capacitatea de a învia morții și de a aduce la viață obiecte neînsuflețite pentru o perioadă limitată de timp, folosind organele extrase ale altor ființe vii. Familia lui avea o firmă de pompe funebre și, înainte de a trece în bucla de timp, Enoch obișnuia să-i readucă la viață pe morții de la firma părinților săi. Dintre toți copiii domnișoarei Peregrine, el este cel mai puțin îndrăgit, din cauza comportamentului său egoist, pesimismului și obsesiei pentru violență. Fosta lui ymbrynă nu a fost niciodată specificată și nici motivele pentru care s-a mutat în bucla domnișoarei Peregrine.
- Olive Abroholos Elephanta - Olive este foarte tânără, o fire neastâmpărată și prietenoasă. Particularitatea ei o face să fie mai ușoară decât aerul și să plutească liber ca un balon. De multe ori, nici ea nu își poate controla puterile și trebuie să se lege de ceva pentru a nu pluti. De regulă, folosește o pereche de pantofi grei de plumb.
- Hugh Apiston - Hugh este un adolescent cu albine care trăiesc în stomacul lui. Particularitatea lui îi permite să comunice cu ele și să le comande. Este îndrăgostit de Fiona.
- Horace Somnusson - Horace este un adolescent care are vise profetice, deși foarte rar. Acestea se manifestă sub forma unor coșmaruri despre evenimente atât de înfiorătoare, încât îi provoacă adevărate crize. Uneori se poartă ca un snob și este extrem de pasionat de modă, de regulă poartă costum și cravată, cu o pălărie asortată și monoclu.
- Fiona Frauenfeld - Fiona este o adolescentă care poate controla plantele. Particularitatea ei îi permite să le manipuleze viața și creșterea și să le controleze mișcările. Are un accent irlandez pregnant, deși vorbește foarte puțin sau deloc și are o relație romantică, simbiotică cu Hugh.
- Claire Densmore - Cea mai tânără dintre toți elevii domnișoarei Peregrine, Claire posedă și cea mai grotescă particularitate dintre toți: are o gură la ceafă, cu dinți ascuțiți, ascunsă sub buclele ei blonde. De obicei este veselă, dar devine timidă și retrasă atunci când este așezată la masă cu ceilalți.
- Victor Bruntley - Domnișoara Peregrine a avut mult mai mulți deosebiți în grija ei, dar mulți au fost uciși de sufletele-pustii, inclusiv fratele mai mare al lui Bronwyn, Victor. La fel ca Bronwyn, Victor poseda o putere fizică imensă. A plecat în primele zile când a fost creată bucla, susținând că nu suportă să fie prins acolo; a fost o decizie nesăbuită care i-a adus moartea. Până la înmormântarea lui, când bucla s-a închis, trupul neînsuflețit a rămas acasă la domnișoara Peregrine, închis în dormitorul lui și întins pe pat. Unii dintre copii se mai furișau uneori și îl puneau pe Enoh să-l învie, dar mereu părea grăbit să se întoarcă în viața de apoi.
- Gemenii - Gemenii sunt doi copii mărunți, care poartă pe cap saci cu găuri pentru ochi, au pielea cenușie, solzoasă, cu ochi și colți în formă de serpentine gri. Nu se cunosc prea multe despre ei, în afară de faptul că sunt timizi și tăcuți și nu vorbesc cu nimeni, decât unul cu celălalt. Nu se știu prea multe nici despre particularitățile lor, dar în film au reușit să transforme un strigoi în piatră doar cu privirea, la fel ca Medusa din mitologia greacă. Posibil ca cei doi să aibă și o legătură telepatică.

### Ymbrynele
Toate ymbrinele au nume de familie care corespund tipului de pasăre în care se pot schimba (de exemplu, Miss Peregrine se poate transforma într-un șoim călător).
- Alma LeFay Peregrine - Domnișoara Peregrine este o ymbynă foarte pricepută și directoarea casei de copii. Este o femeie delicată, căreia îi place să fumeze din pipă și își adoră copiii protejați, deși uneori este foarte severă. Când era foarte tânără, a învățat să-și perfecționeze particularitățile sub îndrumarea domnișoarei Avocet. Bucla domnișoarei Peregrine este situată pe insula fictivă Cairnholm, Țara Galilor, pe 3 septembrie 1940, deși, de fapt, în primele ore este 2 septembrie.
- Esmeralda Avocet - Domnișoara Avocet este o femeie în vârstă și înțeleaptă din epoca victoriană de mijloc din Anglia. După ce le-a învățat pe cele mai importante ymbryne să-și stăpânească puterile, este considerată un fel de personaj regal. Bucla ei era situată în Derbyshire pe 15 iulie 1867, dar a fost invadată de strigoi și sufletele-pustii, obligând-o să fugă în bucla domnișoarei Peregrine.
- domnișoara Janet Nightjar - Domnișoara Nightjar are grijă de cazuri dificile de deosebiți. Un astfel de caz este fosta elevă a domnișoarei Peregrine, Charlotte. Bucla ei se află în Swansea, Țara Galilor, pe 3 aprilie 1901 și este condusă împreună cu domnișoara Thrush.
- domnișoara Dawn Finch - Domnișoara Finch are o mătușă tot ymbrynă, dar care preferă să rămână în formă de cinteză. Bucla lor se află la Londra, dar data nu este precizată.
- Millicent Thrush - Domnișoara Thrush (Sturz) are o buclă în Londra și este directoarea unui cămin de copii de acolo, dar o ajută și pe domnișoara Nightjar.
- domnișoara Alice Kestrel - Posibil o ymbrynă istorică. Enoch menționează la un moment dat despre rănirea ei într-un accident rutier. Se spune că accidentul a ținut-o în formă de pasăre o săptămână întreagă, iar bucla ei s-a surpat. Locul și data nu sunt specificate.
- Balenciaga Wren - Domnișoara Wren este directoarea unei menajerii pentru animale deosebite. Bucla ei are sediul în Țara Galilor continentală într-o perioadă mult mai veche, necunoscută.
- domnișoara Bianca Gannett - Domnișoara Gannett are o buclă în Irlanda, în iunie 1770.
- domnișoara Emily Treecreeper - Domnișoara Peregrine îi menționează numele, dar nu își amintește unde sau când se află situată bucla ei.

### Normalii
- Franklin Portman - Tatăl lui Jacob, Frank, este un ornitolog amator, șomer, care se oferă să ajute niște păsări și de atunci susține că asta ar fi slujba lui. De asemenea, își petrece mult timp scriind cărți despre natură, dar nu a terminat niciodată vreuna, abandonând fiecare proiect la jumătatea drumului. Toată viața a avut o relație destul de dură cu propriul său tată, Abraham, deoarece i-a lipsit prezența acestuia. Frank este foarte protector cu fiul său, dar totodată îi înțelege nevoia de spațiu pentru a crește și a se dezvolta independent.
- Maryann Portman - Maryann este mama îngrozitor de materialistă a lui Jacob și soția lui Franklin. Provine dintr-o familie bogată care deține o companie farmaceutică cu o sută cincisprezece filiale în statul Florida. Deși își iubește fiul și îl protejează enorm, ea tinde să fie mai preocupată de imaginea publică și de ceea ce cred oamenii despre ei.
- Dr. Jeff Golan - Dr. Golan a fost unul dintre deosebiții care au participat la experimentul dezastruos care a creat sufeltele-pustii. El se numără printre cei care au reușit să devină strigoi, deși nu acceptă această denumire pentru cei ca el. Este medic psihiatru și, pentru a afla informații despre bucla domnișoarei Peregrine, urmărește familia Portman de ani de zile sub mai multe înfățișări, inclusiv grădinarul lor, șoferul de autobuz al lui Jacob, și în cele din urmă el însuși când Jacob vine la el pentru terapie.
- Malthus - Malthus a fost cândva un deosebit și un vechi prieten al doctorului Golan, care s-a alăturat și el revoltei împotriva ymbrynelor, murind în urma experimentului menit să le izgonească și reapărând într-un suflet-pustiu. Acum călătorește cu dr. Golan, devorând deosebiți pe măsură ce descoperă bucle de timp. Din motive nespecificate, Golan i-a permis să-l omoare pe Abraham înainte de a putea afla locația buclei domnișoarei Peregrine. De atunci, Malthus l-a bântuit pe Jacob, păzindu-l zi și noapte.
- Martin Pagett - Martin este un curator cu jumătate de normă, dar foarte bine pregătit, la un mic muzeu din Cairnholm, deși, din cauza numelui rău famat al insulei și a atractivității turistice reduse, rareori îl vizitează cineva. El se împrietenește cu Jacob, povestindu-i pe scurt istoria insulei și explicându-i cum a fost distrusă casa copiilor. Martin joacă un rol involuntar, dar vital în descoperirea lui Malthus și a Dr. Golan pe insulă.
- Oggie - Oggie este unchiul lui Martin, pe care i-l prezintă lui Jacob pentru a afla mai multe despre casa copiilor deosebiți. Bătrân și greoi, dar totuși ager la minte, Oggie își amintește de copiii deosebiți și de directoarea lor distinsă și îi povestește despre atentatul cu bombă. Printre acestea, îi povestește și despre război și politică. Deși a vrut să lupte pentru țara lui, era prea tânăr atunci și nu a putut decât să asiste la ce se petrecea.
- Susan Portman - Susan este sora mai mică a lui Frank și mătușa lui Jacob. După moartea lui Abraham, ea a găsit exemplarul lui din The Selected Works of Ralph Waldo Emerson și că îi scrisese câteva rânduri lui Jacob pe pagina de titlu. Când i-o dăruiește de ziua lui, Jacob descoperă întâmplător o scrisoare de la domnișoara Peregrine printre pagini.
- Ricky - Ricky este cel mai bun și singurul prieten al lui Jacob, deși este mai degrabă o relație reciproc avantajoasă: Jacob îl ajută pe Ricky la teme, iar Ricky este garda lui de corp la școală.

## Receptare critică
Miss Peregrine a fost inclusă în lista best-seller din The New York Times a cărților pentru copii. A ajuns pe primul loc pe listă pe 29 aprilie 2012, după patruzeci și cinci de săptămâni. A rămas acolo până pe 20 mai, când a coborât pe locul al patrulea pe listă. Cartea a ieșit de pe listă pe 9 septembrie 2012, după șaizeci și trei de săptămâni.
Potrivit articolului scris de Deborah Netburn în Los Angeles Times, cea mai bună parte a romanului o reprezintă „fotografiile alb-negru presărate pe tot parcursul cărții”. Publishers Weekly a numit cartea „o lectură plăcută, excentrică, care se distinge prin personaje bine conturate, un decor credibil în Țara Galilor și niște monștri foarte înfiorători”.

## Continuări
Continuarea primul volum, intitulată Orașul pustiu, a fost lansată pe 14 ianuarie 2014. Acțiunea are loc imediat după întâmplările din primul volum. Jacob și prietenii lui fug de la Miss Peregrine în „capitala deosebită a lumii”, Londra.
A treia parte din seria Miss Peregrine, intitulată Biblioteca Sufletelor, a fost anunțată la începutul anului 2015. A fost lansată pe 22 septembrie 2015.
Harta zilelor, partea a patra, prima parte a unei noi trilogii care are loc în Statele Unite și care prezintă principalii protagoniști din trilogia originală, a fost lansată pe 2 octombrie 2018, de Dutton Books for Young Readers (de la Penguin Group).
Pe 14 ianuarie 2020, a fost lansată a cincea parte, Divanul păsărilor.
Pe 23 februarie 2021, a fost lansată cea de-a șasea carte, Desolations of Devil's Acre.
În 2022 a fost publicat volumul Miss Peregrine's Museum of Wonders: An Indispensable Guide to the Dangers and Delights of the Peculiar World for the Instruction of New Arrivals, al șaptelea din seria Miss Peregrine.

## Adaptări

### Roman grafic
În ocotmbrie 2013 a fost lansată o adaptare într-un roman grafic de către Cassandra Jean și Ransom Riggs, numită Miss Peregrine's Home for Peculiar Children: The Graphic Novel.

### Film
O adaptare cinematografică a cărții a fost lansată în Statele Unite pe 30 septembrie 2016. A fost regizată de Tim Burton, după scenariul lui Jane Goldman. Eva Green a jucat-o pe Miss Peregrine în film, alături de Asa Butterfield în rolul lui Jacob și Ella Purnell în rolul Emma Bloom.